# Fabio Celestini
Fabio Celestini (Lausanne, 31 oktober 1975) is een Zwitsers voormalig voetballer die bij voorkeur als verdediger of verdedigende middenvelder speelde. Na zijn actieve loopbaan stapte hij het trainersvak in.

## Lausanne Sports
Celestini begon zijn professionele voetbalcarrière in het jaar 1995 bij de profclub uit zijn geboortestad, Lausanne Sports. In zijn eerste seizoen voor de Zwitsers speelde hij 18 wedstrijden en tevens dat seizoen scoorde hij zijn eerste doelpunt op het professionele niveau. De seizoenen die zouden volgen zou Celestini uitgroeien tot een vaste waarde voor de club. Zo ook in het seizoen 1997/1998, waarin hij onder andere samenspeelde met Blaise Nkufo. Dat seizoen wist Lausanne de Schweizer Cup te winnen, wat ze het seizoen erop weer presteerden. Daardoor maakte hij ook zijn debuut in het Europees voetbal met Lausanne, namelijk in de Europacup II, alhoewel hij het seizoen ook al speelde in de Intertoto Cup. In 2000 verliet Fabio Celestini Lausanne Sports om naar het buitenland te vertrekken. In totaal speelde hij 114 wedstrijden voor de Zwitsers, waarin hij vijftien maal het net wist te vinden.

## Troyes AC
Voor aanvang van het seizoen 2000/2001 werd Celestini, samen met onder andere Jérôme Rothen, als nieuwe aanwinst gepresenteerd bij Troyes AC. Destijds speelde Troyes op het hoogste niveau van Frankrijk, de Ligue 1. Met de club wist Celestini dat seizoen een zevende plaats te halen in de competitie, wat recht gaf op het meespelen in de Intertoto Cup. Die wisten ze in 2001 ook te winnen, ten koste van de Engelse club Newcastle United. Het seizoen erop wist Troyes weer de zevende plek te halen. Bij elkaar speelde hij vijftig wedstrijden voor Troyes, waarin hij tweemaal scoorde.

## Olympique Marseille
In 2002 maakte Celestini de overstap van Troyes naar Olympique Marseille. Bij de Franse club gold hij vrijwel direct als een vaste kracht. Hij was enige tijd aanvoerder van Marseille. In het seizoen 2002/2003 eindigde L'OM op de derde plaats in de Ligue 1. Dit gaf hen recht op het spelen van de voorrondes voor de Champions League. Die wisten ze uiteindelijk ook te bereiken waardoor Celestini zijn debuut maakte op het hoogste niveau van het Europees voetbal. Marseille werd in de groepsfase uitgeschakeld, maar door de derde plaats in de groep mochten ze wel nog in de UEFA Cup spelen. Uiteindelijk zou dit hen geen windeieren leggen, want ze wisten de finale te bereiken. Die verloren ze echter van Valencia CF, dat won dankzij doelpunten van Vicente uit een penalty en Mista. In totaal speelde hij 58 wedstrijden voor Olympique. Daarin scoorde hij één keer.

## Levante UD
In de zomer van 2004 werd Celestini, samen met onder anderen de Iers international Ian Harte en de Zweeds international Johan Mjällby, aangetrokken door de Spaanse promovendus Levante UD om er voor te zorgen dat de club ook het seizoen erop op het hoogste niveau van Spanje, Primera División, zou uitkomen. Celestini wist deze opdracht echter niet met zijn teamgenoten te volbrengen, waardoor Levante direct weer degradeerde naar de Segunda División A. Hierdoor vertrok Celestini na één seizoen bij Levante. Hij speelde 25 duels voor de club, waarin hij één keer het net wist te vinden.

## Getafe CF
Na de degradatie van Levante kwam Celestini uit voor Getafe CF. In zijn eerste seizoen voor de club, het seizoen 2005/2006, speelde hij negentien wedstrijden. Het seizoen erop speelde hij bijna alle wedstrijden mee. Beide seizoenen eindigde Getafe op een negende plaats in de competitie. Dit was verrassend, omdat de club in 2004/2005 pas voor het eerst op het hoogste niveau meespeelde in Spanje en toen steeds werd gezien als directe degradatiekandidaat. In het seizoen 2006/2007 wist Celestini samen met de club de finale van de Copa del Rey te bereiken. Daar moesten ze onder andere de topclubs Osasuna, Valencia CF en FC Barcelona voor uitschakelen. Uiteindelijk verloren ze in de finale met 1-0 van Sevilla FC. Het resultaat leverde voor het eerst Europees voetbal voor Getafe op. Tijdens die UEFA-Cup deelname schakelde ze onder andere FC Twente uit.

## Lausanne Sports
Celestini speelde in 2010 zijn laatste seizoen in het profvoetbal voor de club waarvoor hij daarin debuteerde, Lausanne Sports.

## Interlandcarrière
Celestini maakte zijn debuut voor het nationale team van Zwitserland op 6 juni 1998 in de vriendschappelijke wedstrijd tegen Joegoslavië (1-1) in Bazel. Hij viel in dat duel na 87 minuten in voor David Sesa. Celestini zou tot en met 2004 uitkomen voor Zwitserland en speelde daardoor ook op EURO 2004 in Portugal. Na het toernooi kondigde hij echter samen met Jörg Stiel en Stéphane Chapuisat zijn afscheid van het nationale elftal aan. Zijn reden voor de aankondiging was dat hij niet in de schaduw van Johann Vogel wilde staan. In 2007 maakte hij echter een comeback in het nationale team.
| Interlands van Fabio Celestini voor Zwitserland | Interlands van Fabio Celestini voor Zwitserland | Interlands van Fabio Celestini voor Zwitserland | Interlands van Fabio Celestini voor Zwitserland | Interlands van Fabio Celestini voor Zwitserland | Interlands van Fabio Celestini voor Zwitserland |
| №                                               | Datum                                           | Wedstrijd                                       | Uitslag                                         | Competitie                                      | Goals                                           |
| ----------------------------------------------- | ----------------------------------------------- | ----------------------------------------------- | ----------------------------------------------- | ----------------------------------------------- | ----------------------------------------------- |
| 1                                               | 06.06.1998                                      | Zwitserland – Joegoslavië                       | 1 – 1                                           | Vriendschappelijk                               | 0                                               |
| 2                                               | 02.09.1998                                      | Joegoslavië – Zwitserland                       | 1 – 1                                           | Vriendschappelijk                               | 0                                               |
| 3                                               | 10.10.1998                                      | Italië – Zwitserland                            | 2 – 0                                           | EK-kwalificatie                                 | 0                                               |
| 4                                               | 14.10.1998                                      | Zwitserland – Denemarken                        | 1 – 1                                           | EK-kwalificatie                                 | 0                                               |
| 5                                               | 09.06.1999                                      | Zwitserland – Italië                            | 0 – 0                                           | EK-kwalificatie                                 | 0                                               |
| 6                                               | 18.08.1999                                      | Tsjechië – Zwitserland                          | 3 – 0                                           | Vriendschappelijk                               | 0                                               |
| 7                                               | 07.10.2000                                      | Zwitserland – Faeröer                           | 5 – 1                                           | WK-kwalificatie                                 | 0                                               |
| 8                                               | 15.11.2000                                      | Tunesië – Zwitserland                           | 1 – 1                                           | Vriendschappelijk                               | 0                                               |
| 9                                               | 28.02.2001                                      | Zwitserland – Polen                             | 0 – 4                                           | Vriendschappelijk                               | 0                                               |
| 10                                              | 12.02.2002                                      | Cyprus – Zwitserland                            | 1 – 1                                           | Vriendschappelijk                               | 0                                               |
| 11                                              | 13.02.2002                                      | Zwitserland – Hongarije                         | 2 – 1                                           | Vriendschappelijk                               | 0                                               |
| 12                                              | 27.03.2002                                      | Zweden – Zwitserland                            | 1 – 1                                           | Vriendschappelijk                               | 0                                               |
| 13                                              | 21.08.2002                                      | Zwitserland – Oostenrijk                        | 3 – 2                                           | Vriendschappelijk                               | 0                                               |
| 14                                              | 08.09.2002                                      | Zwitserland – Georgië                           | 4 – 1                                           | EK-kwalificatie                                 | 0                                               |
| 15                                              | 12.10.2002                                      | Albanië – Zwitserland                           | 1 – 1                                           | EK-kwalificatie                                 | 0                                               |
| 16                                              | 16.10.2002                                      | Ierland – Zwitserland                           | 1 – 2                                           | EK-kwalificatie                                 | Goal                                            |
| 17                                              | 12.02.2003                                      | Slovenië – Zwitserland                          | 1 – 5                                           | Vriendschappelijk                               | 0                                               |
| 18                                              | 02.04.2003                                      | Georgië – Zwitserland                           | 0 – 0                                           | EK-kwalificatie                                 | 0                                               |
| 19                                              | 30.04.2003                                      | Zwitserland – Italië                            | 1 – 2                                           | Vriendschappelijk                               | 0                                               |
| 20                                              | 07.06.2003                                      | Zwitserland – Rusland                           | 2 – 2                                           | EK-kwalificatie                                 | 0                                               |
| 21                                              | 11.06.2003                                      | Zwitserland – Albanië                           | 3 – 2                                           | EK-kwalificatie                                 | 0                                               |
| 22                                              | 20.08.2003                                      | Zwitserland – Frankrijk                         | 0 – 2                                           | Vriendschappelijk                               | 0                                               |
| 23                                              | 10.09.2003                                      | Rusland – Zwitserland                           | 4 – 1                                           | EK-kwalificatie                                 | 0                                               |
| 24                                              | 11.10.2003                                      | Zwitserland – Ierland                           | 2 – 0                                           | EK-kwalificatie                                 | 0                                               |
| 25                                              | 18.02.2004                                      | Marokko – Zwitserland                           | 2 – 1                                           | Vriendschappelijk                               | 0                                               |
| 26                                              | 31.03.2004                                      | Griekenland – Zwitserland                       | 1 – 0                                           | Vriendschappelijk                               | 0                                               |
| 27                                              | 28.04.2004                                      | Zwitserland – Slovenië                          | 2 – 1                                           | Vriendschappelijk                               | Goal                                            |
| 28                                              | 02.06.2004                                      | Zwitserland – Duitsland                         | 0 – 2                                           | Vriendschappelijk                               | 0                                               |
| 29                                              | 06.06.2004                                      | Zwitserland – Liechtenstein                     | 1 – 0                                           | Vriendschappelijk                               | 0                                               |
| 30                                              | 13.06.2004                                      | Zwitserland – Kroatië                           | 0 – 0                                           | EK-eindronde                                    | 0                                               |
| 31                                              | 17.06.2004                                      | Engeland – Zwitserland                          | 3 – 0                                           | EK-eindronde                                    | 0                                               |
| 32                                              | 07.09.2007                                      | Zwitserland – Chili                             | 2 – 1                                           | Vriendschappelijk                               | 0                                               |
| 33                                              | 11.09.2007                                      | Zwitserland – Japan                             | 3 – 4                                           | Vriendschappelijk                               | 0                                               |
| 34                                              | 13.10.2007                                      | Zwitserland – Oostenrijk                        | 3 – 1                                           | Vriendschappelijk                               | 0                                               |
| 35                                              | 17.10.2007                                      | Zwitserland – Verenigde Staten                  | 1 – 0                                           | Vriendschappelijk                               | 0                                               |

## Erelijst
- Schweizer Cup: 1998, 1999 (Lausanne Sports)
- Intertoto Cup: 2001 (Troyes AC)
- Vice-kampioen UEFA Cup: 2004 (Olympique Marseille)
- Vice-kampioen Copa del Rey: 2007 (Getafe CF)